# مضيق روسكيلدا

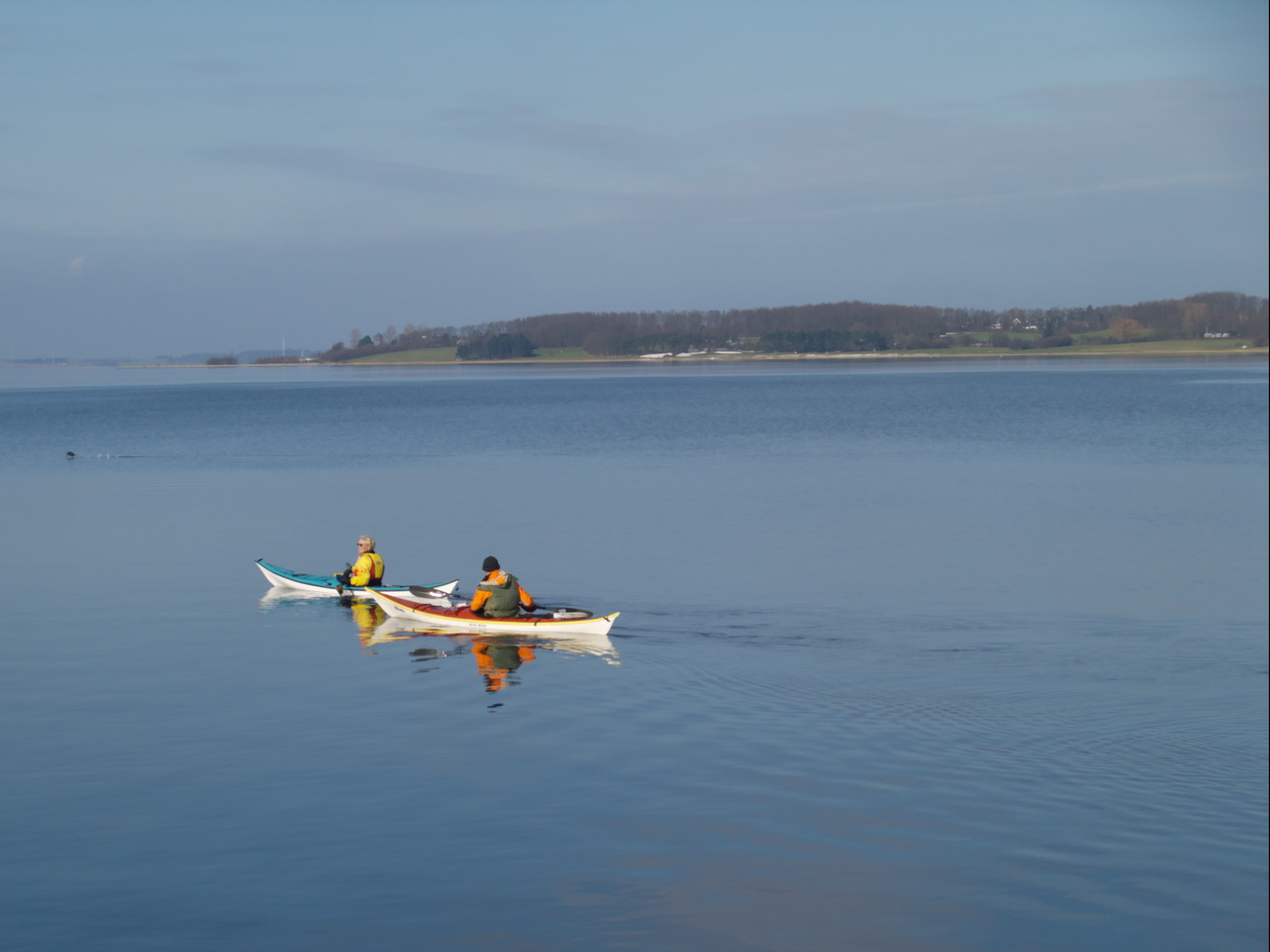
صورة أخرى للمضيق

مضيق روسكيلدا (بالإنجليزية:Roskilde Fjord ) في شمال مدينة روسكيلدا في الدنمارك. وهو فرع طويل من المضيق المتجمد (بالإنجليزية: Isefjord ) 

## المدن
كل من هذه المدن فردريكفاك (Frederiksværk) ، فردريكسوند (Frederikssund) ، يارغرسبريس ( Jægerspris) ، يلنغي (Jyllinge) وروسكيلدا (Roskilde) ، لديها شاطئ على مضيق روسكيلدا. 

## عصر الفايكنغ
أثناء فترة وجود الفايكنغ و في حوالي العام 1000 ميلادي قرر بعض الأشخاص الساكنين في مدينة روسكيلدا بإغراق عدد من قواربهن في المضيق ، لمنع تقدم الفايكنغ إلى المدينة و الإغارة عليها. أولاً تم اكتشاف خمسة من تلك السفن.و في أثناء توسيع معرض الفايكنغ في مدينة روسكيلدا تم العثور على تسعة سفن أخرى.